# Fimbristylis cancellata
Fimbristylis cancellata är en halvgräsart som beskrevs av Henri Chermezon. Fimbristylis cancellata ingår i släktet Fimbristylis och familjen halvgräs. Inga underarter finns listade i Catalogue of Life.